# Saussurea
Saussurea è un genere di piante erbacee angiosperme dicotiledoni della famiglia delle Asteraceae.

## Etimologia
Il nome del genere (Saussurrea) deriva da quello dello scienziato ginevrino Horace-Bénédict De Saussure (1740 – 1799), naturalista e alpinista, professore presso l'Accademia di Ginevra, che fu il promotore della prima salita al Monte Bianco nel 1786, e da quello del figlio Théodore de Saussure.

Il nome scientifico di questo genere è stato definito da Augustin Pyrame de Candolle (Ginevra, 4 febbraio 1778 – 9 settembre 1841) botanico e micologo svizzero, nella pubblicazione "Annales du Museum National d'Histoire Naturelles, no.16" del 1810.

## Descrizione

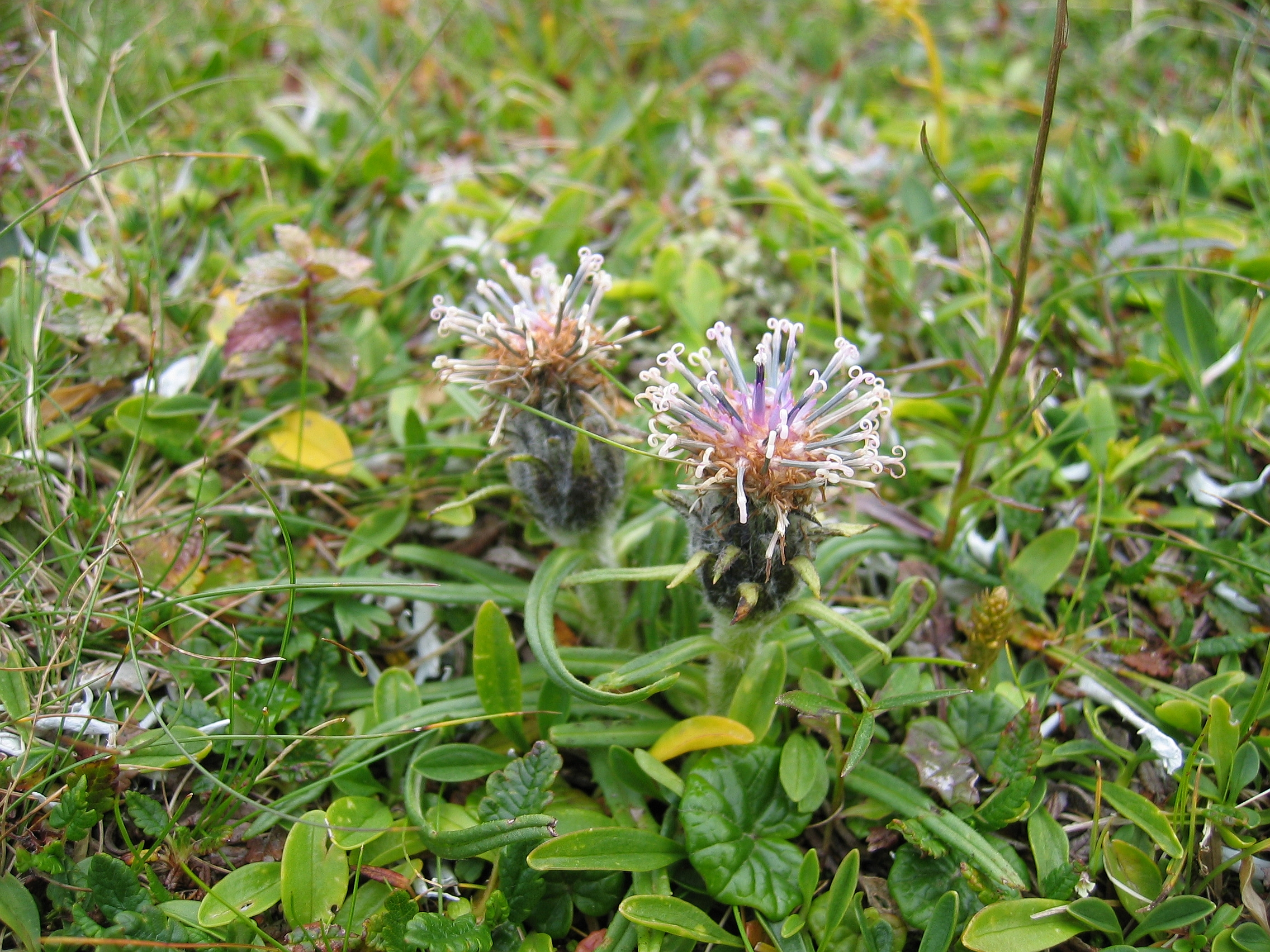
Portamento
(Saussurea pygmaea)

L'aspetto di queste piante è erbaceo lievemente cespuglioso con piccole dimensioni (non raggiungono i 50 cm in Europa – i 120 cm in America). La forma biologica della maggior parte delle specie è emicriptofita rosulata (H ros); ossia sono piante perenni, con gemme svernanti al livello del suolo e protette dalla lettiera o dalla neve e con le foglie disposte a formare una rosetta basale. Raramente sono presenti specie annuali. L'indumento spesso è irsuto e comunque pubescente e non spinoso. Queste piante inoltre profumano di vaniglia.

### Radici
Le radici sono secondarie da rizoma.

### Fusto
- Parte ipogea: la parte sotterranea è un rizoma a portamento più o meno obliquo.
- Parte epigea: la parte aerea del fusto è eretta, ascendente e striata. L'infiorescenza è perlopiù terminale.

### Foglie

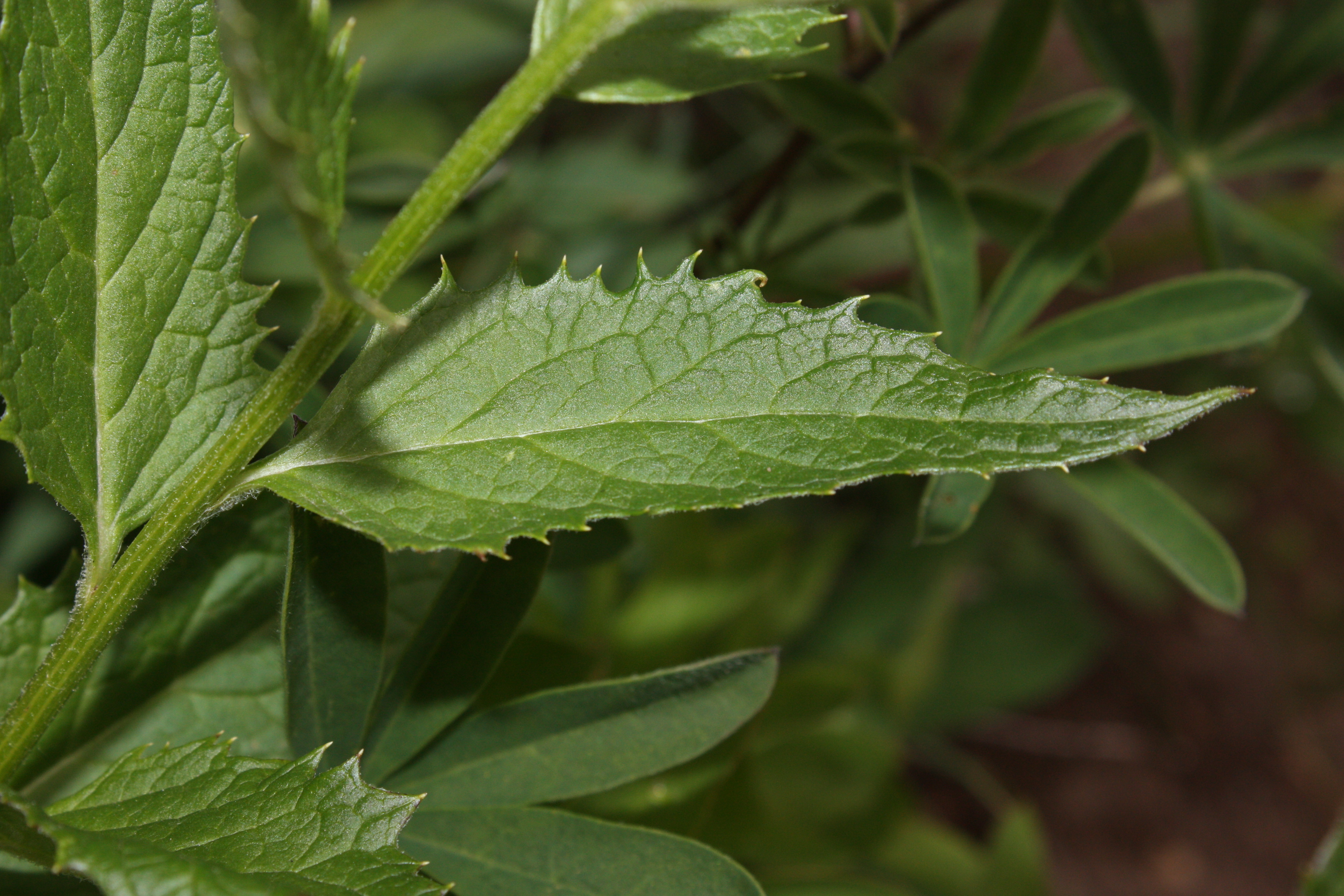
La foglia
(Saussurea americana)

Le foglie sono sia basali che caulinari sia sessili che picciolate. Sono lineari o più o meno lanceolate con punte acuminate; sono inoltre progressivamente ristrette alla base; la pagina inferiore è pubescente (lanosa o tomentosa), quella superiore è verde; i bordi sono lievemente dentati; possono essere decorrenti. Le foglie più grandi in genere sono riunite alla base del fusto e sono disposte a rosetta in modo alterno.

### Infiorescenza

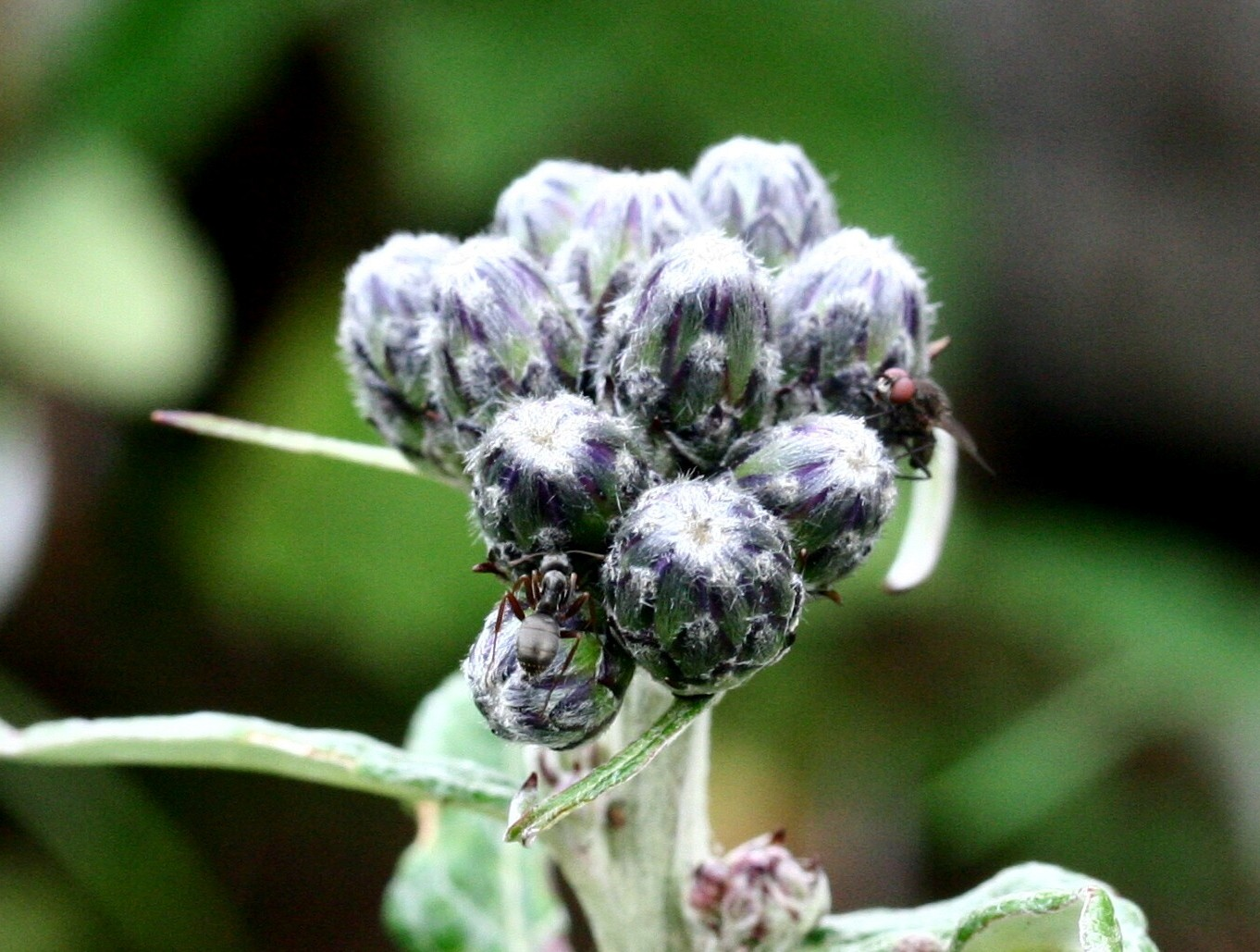
Infiorescenza
(Saussurea discolor)
Località: "Giardino Botanico delle Alpi Orientali", Monte Faverghera (BL), 1500 m s.l.m. – 23/06/2007

La infiorescenza è formata da un unico capolino relativamente grande oppure da pochi capolini in formazioni corimbose o panicolate (fascetto apicale). La struttura del capolino (omogamo) è quella tipica delle Asteraceae: un breve peduncolo sorregge un involucro piriforme-cilindrico o fusiforme o ovoidale-oblungo o campanulato, composto da diverse brattee (o squame) inermi (senza appendice apicale spinosa), disposte su più serie (da 3 a 5 o più) in modo embricato che fanno da protezione al ricettacolo più o meno piano (o convesso), provvisto di pagliette (senza pagliette in altre descrizioni), sul quale s'inseriscono i fiori tubulosi (da 10 a 20). Le squame hanno forme diverse (lanceolate o lineari o ovali, ma sempre intere) e sullo stesso capolino possono essere di dimensioni diverse; i margini sono interi o dentati con apici ottusi o acuti; il portamento può essere appressato oppure no. Le pagliette del ricettacolo sono larghe e divise apicalmente in alcuni segmenti arrotolati.

### Fiori

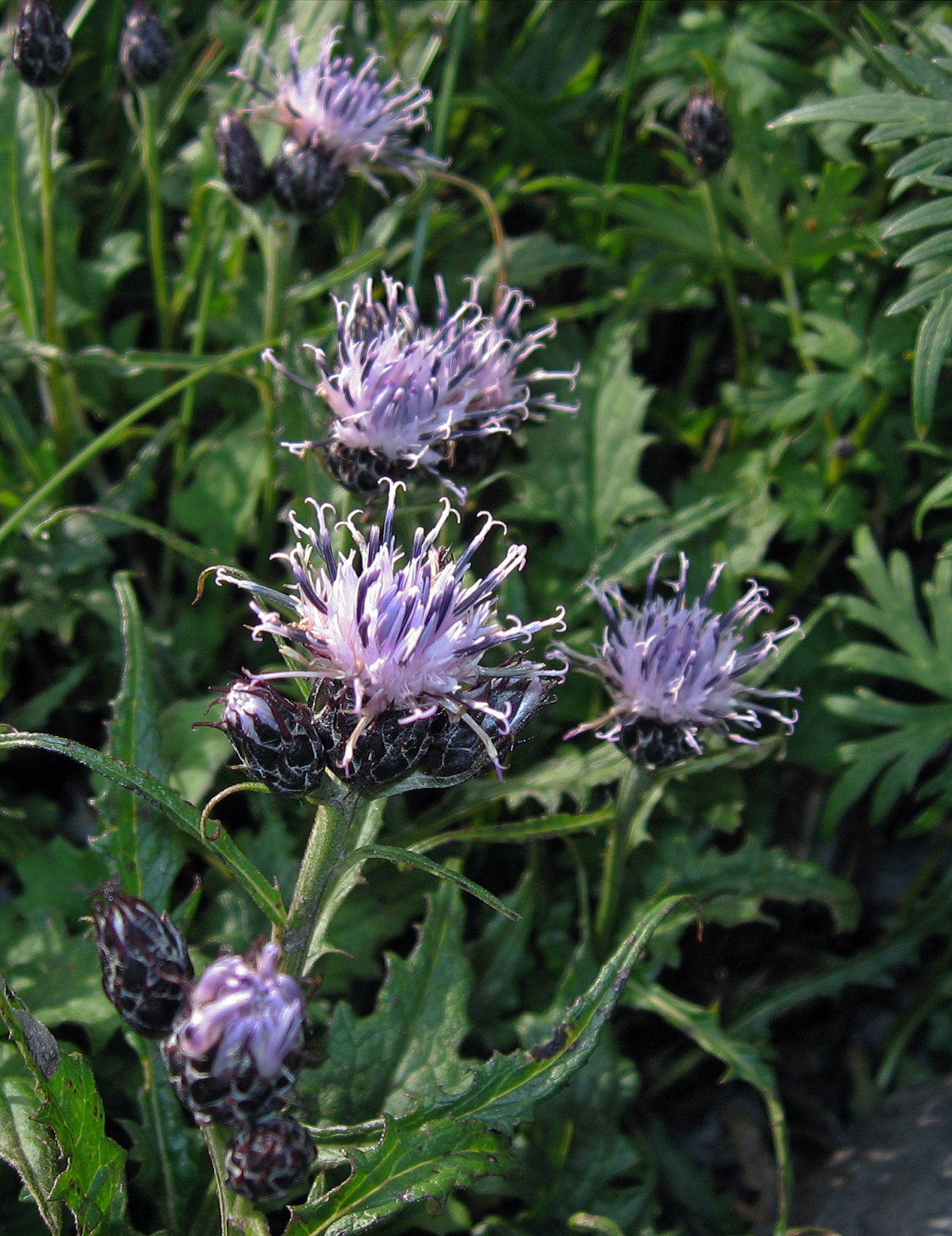
I fiori
(Saussurea triptera)

I fiori sono tutti del tipo tubuloso (il tipo ligulato, i fiori del raggio, presente nella maggioranza delle Asteraceae, qui è assente), sono ermafroditi, attinoformi, tetra-ciclici (con quattro verticilli: calice – corolla – androceo – gineceo) e pentameri (ossia sia il calice che la corolla sono composti da cinque elementi).
- Formula fiorale:

- /x K {\displaystyle \infty }, [C (5), A (5)], G 2 (infero), achenio

- Calice: i sepali del calice sono ridotti ad una coroncina di squame.
- Corolla: la corolla ha una forma cilindrica regolare (tubolare) ma sottile terminante improvvisamente con 5 lobi; il colore varia da bianco a roseo-vinoso o violetto fino a blu.
- Androceo: gli stami sono 5 con filamenti liberi e glabri; le antere sono saldate fra di loro e formano un manicotto circondante lo stilo. Le appendici delle antere sono lanceolate (alla base sono presenti due sottili ciglia lanose).[4] Il colore delle antere in genere è viola-nerastro.
- Gineceo: l'ovario è infero e uniloculare formato da 2 carpelli; lo stilo è unico con uno stimma terminale lungamente bifido e glabro (è presente solamente un anello di peli sotto la ramificazione dello stilo). La superficie stigmatica è localizzata nella parte interna dello stilo.[15] Il colore dello stilo è scuro.

### Frutti
I frutti sono degli acheni a forma sub-cilindrica (ma anche obconica o obpiramidale), allungati e stretti, oppure angolata con 4 – 5 sub-lati; sono striati longitudinalmente e provvisti di coste. La superficie può essere ghiandolosa, liscia o ruvida. Il pappo, posizionato su un anello apicale, si compone di un ciuffo di peli bi-seriati: i peli esterni sono liberi, denticolati e scabri; quelli interni più grandi sono più piumosi e connati alla base. Quelli esterni sono decidui, quelli interni sono persistenti o decidui.

## Biologia
- Impollinazione: l'impollinazione avviene tramite insetti (impollinazione entomogama).
- Riproduzione: la fecondazione avviene fondamentalmente tramite l'impollinazione dei fiori (vedi sopra).
- Dispersione: i semi cadendo a terra (dopo essere stati trasportati per alcuni metri dal vento per merito del pappo – disseminazione anemocora) sono successivamente dispersi soprattutto da insetti tipo formiche (disseminazione mirmecoria).

## Distribuzione e habitat
- Distribuzione: il genere ha una distribuzione molto ampia (Europa, Asia e America – una in Australia) ma sempre in regioni montuose di tipo alpino; è un po' meno distribuito nelle pianure. In questo gruppo sono comprese diverse centinaia di specie (circa 400) di cui 4 sono presenti anche nella flora spontanea italiana ma sono considerate abbastanza rare.[16] In Asia e nell'Himalaya si ha la più grande diversificazione del genere; in Cina con oltre 250 specie è uno dei generi di piante più numeroso.[17]
- Habitat: l'habitat tipico per le specie di questo genere sono le zone ghiaiose e i pascoli alpini.

Tutte è quattro le specie spontanee della flora italiana vivono sull'arco alpino. La tabella seguente mette in evidenza alcuni dati relativi all'habitat, al substrato e alla distribuzione delle specie alpine.
| Specie | Comunità vegetali | Piani vegetazionali | Substrato | pH     | Livello trofico | H2O   | Ambiente | Zona alpina                                      |
| --- | ----------------- | ------------------- | --------- | ------ | --------------- | ----- | -------- | ------------------------------------------------ |
| S. alpina | 10                | alpino subalpino    | Ca        | basico | basso           | secco | F5       | UD                                               |
| S. depressa | 3                 | alpino              | Ca        | basico | basso           | medio | C2 C3    | TO                                               |
| S. discolor | 10                | alpino subalpino    | Ca/Si     | basico | basso           | secco | C2 C3 F5 | tutto l'arco alpino (escl. CN VA VC TV)          |
| S. pygmaea | 10                | alpino              | Ca/Si     | neutro | medio           | medio | C2 C3 F5 | tutto l'arco alpino (escl. CN TO VA VR VC TV PN) |
| Legenda e note alla tabella. Substrato con “Ca/Si” si intendono rocce di carattere intermedio (calcari silicei e simili); vengono prese in considerazione solo le zone alpine del territorio italiano (sono indicate le sigle delle province). Comunità vegetali: 3 = comunità delle fessure, delle rupi e dei ghiaioni; 10 = comunità delle praterie rase dei piani subalpino e alpino con dominanza di emicriptofite Ambienti: C2 = rupi, muri e ripari sotto roccia; C3 = ghiaioni, morene e pietraie; F5 = praterie rase subalpine e alpine |                   |                     |           |        |                 |       |          |                                                  |

## Tassonomia
La famiglia di appartenenza di questa voce (Asteraceae o Compositae, nomen conservandum) probabilmente originaria del Sud America, è la più numerosa del mondo vegetale, comprende oltre 23.000 specie distribuite su 1.535 generi, oppure 22.750 specie e 1.530 generi secondo altre fonti (una delle checklist più aggiornata elenca fino a 1.679 generi). La famiglia attualmente (2021) è divisa in 16 sottofamiglie.
La tribù Cardueae (della sottofamiglia Carduoideae) a sua volta è suddivisa in 12 sottotribù (la sottotribù Saussureinae è una di queste).

### Filogenesi
Le specie di questo genere in precedenti trattamenti erano descritte all'interno del gruppo informale (provvisorio da un punto di vista tassonomico) "Jurinea-Saussurea Group". In questo gruppo erano descritti principalmente quattro generi: Dolomiaea, Jurinea, Polytaxis e Saussurea. In seguito ad ulteriori ricerche e analisi di tipo filogenetico, allorquando il gruppo ha acquisito la sua denominazione definitiva di sottotribù, si sono aggiunti altri nuovi generi.
Il genere Saussurea ha una distribuzione molto ampia (Europa, Asia e America) ma sempre in regioni montuose di tipo alpino. Comprende diverse centinaia di specie di cui 4/5 sono presenti anche nella flora spontanea italiana.  Si distingue dal genere Cirsium in quanto privo di spine e con un pappo formato da 1 - 2 serie di setole.
Il genere venne denominato da De Candolle nel 1810. Ma la prima sistemazione queste piante la ebbe da Carl von Linné nel genere Serratula (altri botanici nel passato le Saussure le assegnarono al genere Cirsium). Anche la classificazione del genere all'interno delle Asteraceae ha subito più di qualche “aggiustamento” nel tempo. Inizialmente apparteneva alla sottofamiglia “Tubiflorae”, tribù “Cynareae”; nel ‘900 venne assegnata alla sottofamiglia Cichorioideae, tribù Cardueae e sottotribù Echinopsinae. Attualmente in base alle ultime ricerche di classificazione filogenetica (classificazione APG) è stata assegnata alla sottofamiglia Carduoideae, tribù Cardueae e sottotribù Saussureinae.

Anche la classificazione interna al genere non mette d'accordo i vari botanici. Ad esempio in riferimento alle specie spontanee italiane non tutti riconoscono la specie S. depressa Gren. e la considerano una sottospecie della S. alpina: S. alpina (L.) DC. subsp. depressa (Gren.) Gremli In definitiva è un genere “difficile” e in particolar modo sono i gruppi asiatici di difficile delimitazione. 

I caratteri principali sui quali si basa la classificazione del genere sono: 
- il ciclo biologico (la durata della vita);
- la forma delle foglie;
- l'indumento generale dell'individuo;
- il numero, la dimensione e la forma dei capolini;
- la forma delle brattee involucrali;
- le setole (o pagliette) del ricettacolo;
- la morfologia dei fiori;
- il tipo di achenio e la forma del pappo.

Attualmente il genere, essendo molto esteso, è suddiviso in sei sottogeneri e 19 sezioni. Dei vari sottogeneri quello Saussurea con 10 sezioni e oltre 500 specie è di gran lunga il più grande (vedi tabella seguente).
| Sottogenere                    | Sezione                                    | Numero specie |
| ------------------------------ | ------------------------------------------ | ------------- |
| Jurinocera (Baill.) Lipsch.    |                                            | 2             |
| Eriocoryne (DC.) Hook. f       | Eriocoryn                                  | 17            |
| Eriocoryne (DC.) Hook. f       | Pseudoeriocoryne Lipsch.                   | 4             |
| Eriocoryne (DC.) Hook. f       | Cincta Lipsch.                             | 5             |
| Amphilaena (Stschegl.) Lipsch. | Amphilaena                                 | 19            |
| Amphilaena (Stschegl.) Lipsch. | Pseudoamphilaena Lipsch.                   | 5             |
| Theodorea (Cass.) Lipsch.      | Theodorea                                  | 16            |
| Theodorea (Cass.) Lipsch.      | Maritimae (Nakai) Lipsch.                  | 4             |
| Frolovia (DC.) Lipsch.         | Frolovia                                   | 4             |
| Frolovia (DC.) Lipsch.         | Aucklandia (Falc.) O. Hoffm.               | 2             |
| Saussurea                      | Depressae C. B. Clarke                     | 10            |
| Saussurea                      | Jurineiformes (Lipsch.) Lipsch.            | 3             |
| Saussurea                      | Jacea Lipsch.                              | 5             |
| Saussurea                      | Acaules C. B. Clarke                       | 13            |
| Saussurea                      | Laguranthera (C. A. Mey. ex Endl.) Lipsch. | 54            |
| Saussurea                      | Elatae Hook. f.                            | 12            |
| Saussurea                      | Pycnocephala Lipsch                        | 19            |
| Saussurea                      | Cyathidium (Lindl. ex Royle) Ling          | 36            |
| Saussurea                      | Rosulascentes (Kitam.) Lipsch.             | 15            |
| Saussurea                      | Saussurea                                  | 149           |

Il numero cromosomico delle specie di questo genere varia da 2n = 26 a 2n = 38.

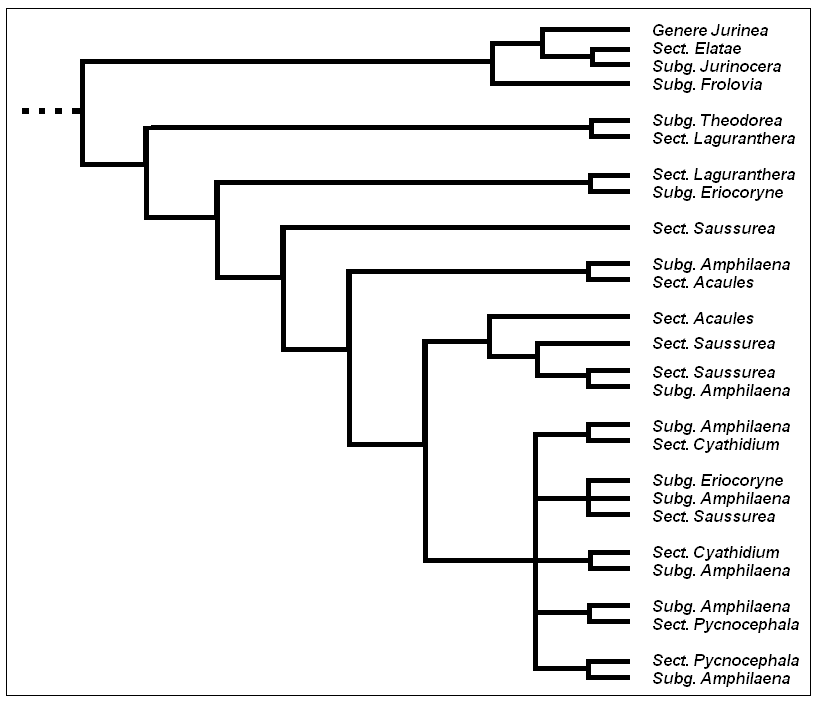
Cladogramma del genere

Da analisi di tipo filogenetico risulta che la circoscrizione (così come è stata analizzata nel 2004) del genere è parafiletica: la Saussurea sezione Elate e la Saussurea sottogenere Jurinocera insieme, oltre a formare una unità monofiletica, sono “gruppo fratello” del genere Jurinea Cass. (sottotribù Carduinae); per il Saussurea sottogenere Frolovia i dati non indicano ancora una posizione precisa; mentre il resto del gruppo (i rimanenti quattro sottogeneri e 10 sezioni) è fortemente monofiletico. All'interno di questo clade alcune delimitazioni non sono ancora ben definite (vedi Saussurea sottogenere Eriocoryne, Saussurea sottogenere Amphilaena, Saussurea sottogenere Saussurea e altri); sono quindi necessari ulteriori studi su questo genere.

Alcuni botanici hanno proposto di istituire dei nuovi generi (Himalaiella, Frolovia e Lipschitiella) per raccogliere le sezioni parafiletiche e rendere quindi il genere monofiletico.

Il cladogramma a lato (tratto dallo studio citato e semplificato) evidenzia bene i problemi di classificazione sopradescritti.

### Visione sinottica delle specie italiane
Per meglio comprendere ed individuare le varie specie del genere (solamente per le specie spontanee della flora italiana) l'elenco che segue utilizza in parte il sistema delle chiavi analitiche (vengono cioè indicate solamente quelle caratteristiche utili a distingue una specie dall'altra)
- 1A: le infiorescenze si compongono di capolini solitari; le foglie sono strette con forme lineari o lineari-lanceolate;

Saussurea pygmaea (Jacq.) Sprengel - Saussurea monocefala: l'altezza della pianta varia da 5 a 20 cm; il ciclo biologico è perenne; la forma biologica è emicriptofita rosulata (H ros); il tipo corologico è Endemico / Est-Alpico; l'habitat tipico sono i ghiaioni consolidati; è una specie molto rara e la distribuzione sul territorio italiano è relativa alla regione Friuli-Venezia Giulia fino ad una altitudine compresa tra 2.000 e 2.500 m s.l.m..
- 1B: le infiorescenze sono formate da gruppi di capolini; le foglie sono allargate (specialmente quelle inferiori) con forme da lanceolate a quasi ovate;

- 2A: la superficie inferiore delle foglie si presenta densamente niveo-tomentosa; la base delle foglie inferiori è troncata o cuoriforme e i piccioli non sono alati;

Saussurea discolor (Willd.) DC. - Saussurea cordata: l'altezza della pianta varia da 8 a 15 cm; il ciclo biologico è perenne; la forma biologica è emicriptofita rosulata (H ros); il tipo corologico è Orofita - Eurasiatico; l'habitat tipico sono i ghiaioni con pietrame in movimento; è una specie rara e la distribuzione sul territorio italiano è relativa alla regione alpina fino ad una altitudine compresa tra 2.200 e 2.800 m s.l.m..
- 2B: la superficie delle foglie è glabra (o eventualmente pubescente); la base delle foglie inferiori è ottusa o cuneata e i piccioli sono alati;

- 3A: le piante sono basse (decombenti);

Saussurea depressa Gren. - Saussurea minore: l'altezza della pianta varia da 2 a 10 cm; il ciclo biologico è perenne; la forma biologica è emicriptofita rosulata (H ros); il tipo corologico è Endemico / Ovest-Alpico; l'habitat tipico sono i ghiaioni e macereti calcarei; è una specie molto rara e la distribuzione sul territorio italiano è relativa alla regione del Piemonte fino ad una altitudine compresa tra 2.400 e 3.300 m s.l.m..
- 3B: le piante sono normalmente alte (fino a 50 cm);

Saussurea alpina (L.) DC. - Saussurea delle Alpi: l'altezza della pianta varia da 20 a 40 cm; il ciclo biologico è perenne; la forma biologica è emicriptofita rosulata (H ros); il tipo corologico è Circumboreale / Artico-Alpino; l'habitat tipico sono i pascoli alpini su suolo acido; è una specie rara e la distribuzione sul territorio italiano è relativa alla regione alpina fino ad una altitudine compresa tra 2.000 e 3.100 m s.l.m..
A questo elenco va aggiunta la specie Saussurea italica Pînzaru, 2006 non riconosciuta da tutte le checklist botaniche (potrebbe essere un sinonimo di S. alpina).

### Specie europee
Oltre alle specie della flora spontanea italiana in Europa sono presenti altre specie:

- Saussurea amara (L.) DC., 1810 - Distribuzione: Europa orientale (e Asia centrale)
- Saussurea controversa DC., 1810 - Distribuzione: Estonia (e Asia centrale)
- Saussurea parviflora (Poir.) DC., 1810 - Distribuzione: Repubbliche Baltiche e Bielorussia (e Asia)
- Saussurea porcii Degen., 1904 - Distribuzione: Germania e Europa orientale (esclusa la Russia)
- Saussurea salsa (Pall.) Spreng., 1826 - Distribuzione: Europa orientale (e Asia)
- Saussurea turgaiensis B.Fedtsch., 1910 - Distribuzione: Estonia (e alcune aree dell'Asia centrale – Kazakistan)

## Usi (Giardinaggio)
Le piante di questo genere vengono usate nell'orticoltura ornamentale. Non sono molto decorative, ma sono giustamente localizzate nei gradini rocciosi e alpini con funzioni di bordure e delimitazioni di aiuole. Possono essere coltivate in qualsiasi tipo di terreno purché sciolto e in posizioni soleggiate.